# Göler von Ravensburg

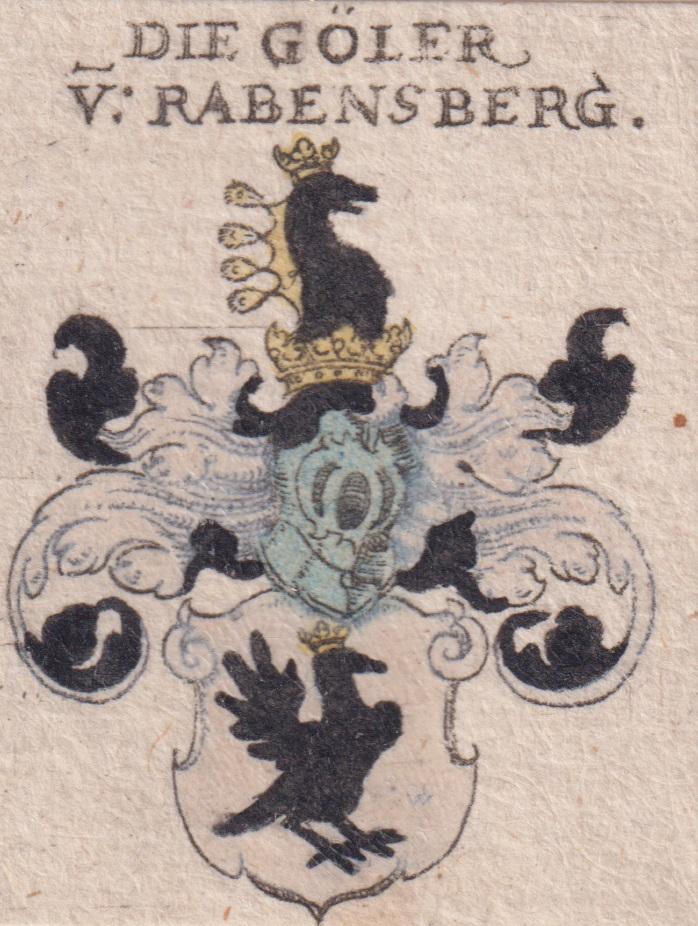
Wappen der Göler von Ravensburg nach Siebmachers Wappenbuch

Die Familie Göler von Ravensburg stammt ab von einem alten Kraichgauer Adelsgeschlecht, das der Schwäbischen Reichsritterschaft angehörte und deren Stammsitz, die Ravensburg, bei Sulzfeld in Baden-Württemberg liegt. Sie ist stammverwandt mit den Herren von Helmstatt und den Herren von Mentzingen, die ähnliche Wappen führen.

## Abstammung

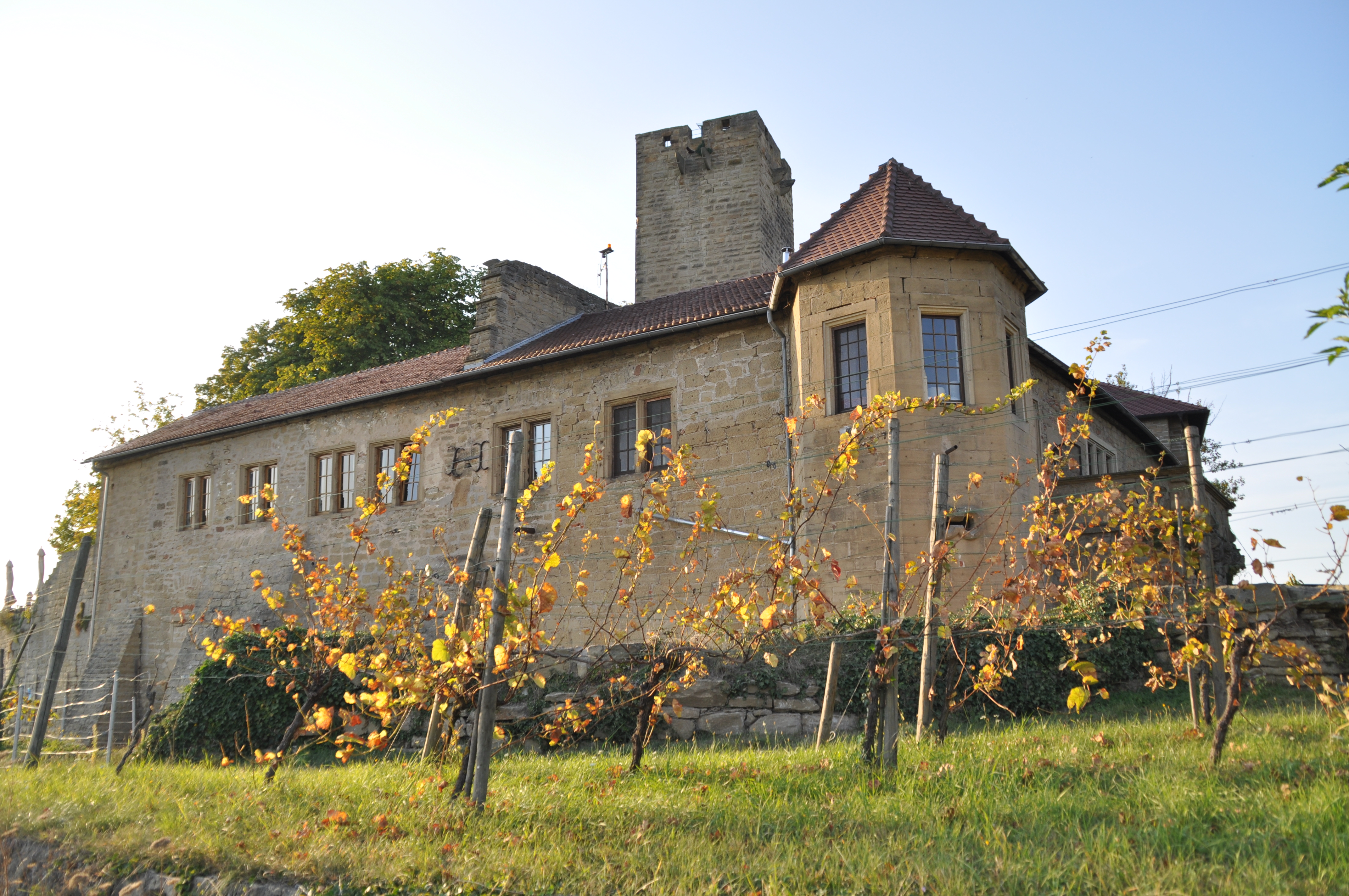
Die Ravensburg bei Sulzfeld ist der Stammsitz der Göler von Ravensburg

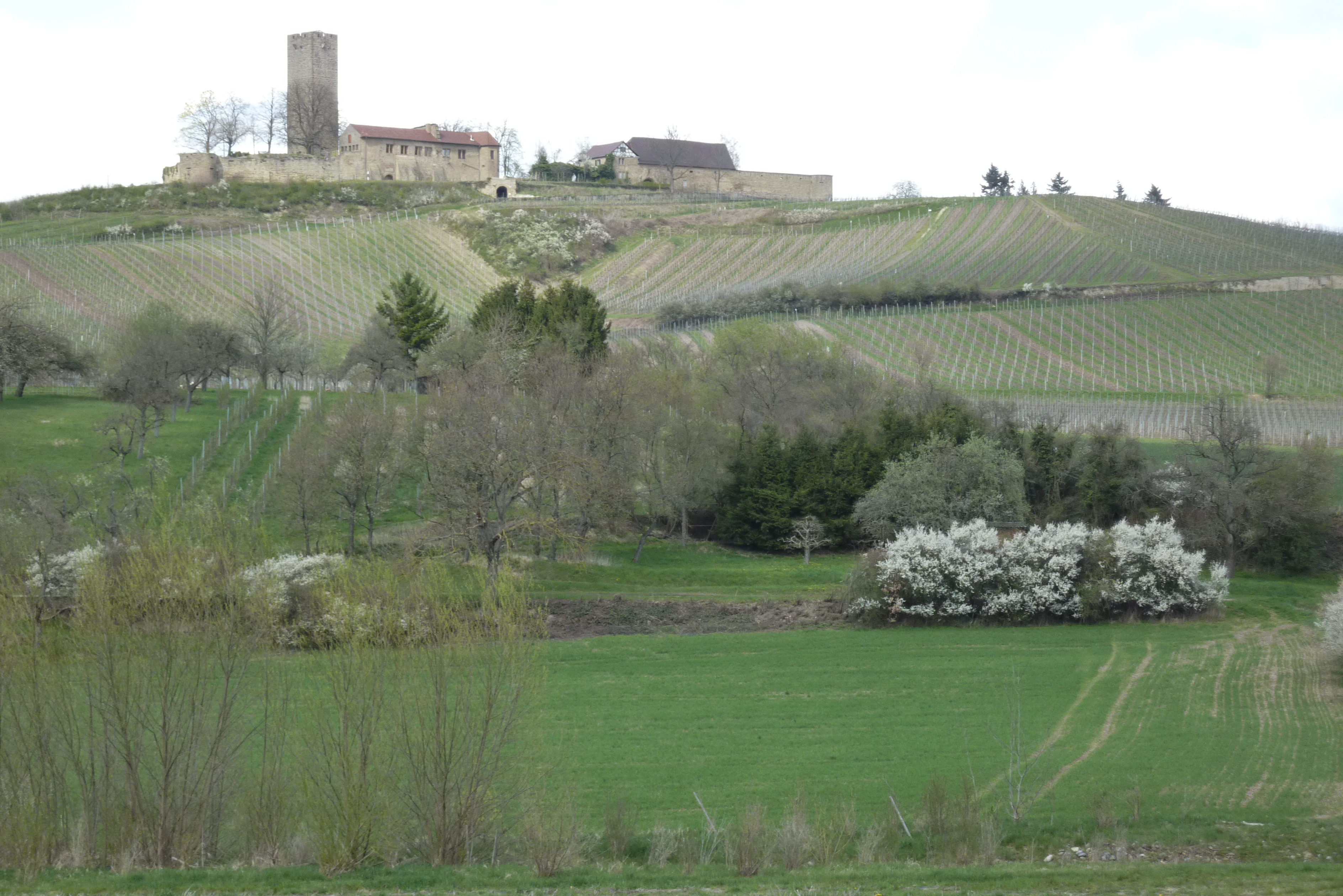
Weinberge um die Ravensburg

Urkundlich ist das Geschlecht Göler von Ravensburg ab dem 13. Jahrhundert auf seinem Stammsitz belegt. Die Mehrzahl der Historiker datieren den Bau der Burg und die Spaltung der drei Adelsgeschlechter mit dem Raben im Wappen (Göler, Helmstatt, Mentzingen) auch erst auf diesen Zeitraum.
Raven de Wimpina zu Rappenau war ein bedeutender staufischer Reichsministerial in Wimpfen, der erstmals 1190 urkundlich erwähnt wurde. Er gilt als der früheste gesicherte Vorfahre der drei genannten Adelsgeschlechter, die zum Kern der Kraichgauer Ritterschaft gehörten und die Geschichte des Kraichgau vom Hochmittelalter bis zur Mediatisierung im Jahr 1806 geprägt haben. Auf Raven de Wimpina könnte der Bau der Burg Ravensburg bei Sulzfeld im Kern um 1220 zurückgehen. Als Sohn des Raven wurde 1222 ein Dieter von Ravensburg erwähnt, seine Brüder Conrad und Heinrich erschienen 1220 noch als Herren von Sulzfeld, 1233/34 dann als von Ravensburg. 1231 wird ein Raban der Alte von Ravensburg als vierter Bruder erwähnt.
Söhne des Raven de Wimpina:
- Raban „der Alte“ wurde zum Besitzer der Ravensburg. Sein Sohn Berthold nannte sich um 1250 erstmals Göler von Ravensburg und gilt als erster Namensträger und Ahnherr der heute noch bestehenden Familie. Ein gleichnamiger Sohn des „alten“ Ravan wurde durch Heirat in ein altes Herrengeschlecht Herr über Menzingen und damit als Ravan von Mentzingen Stammvater der heutigen Herren von Mentzingen. Die Herren von Mentzingen waren bis 1409 Mitbesitzer an der Ravensburg und hatten bis ins späte 15. Jahrhundert noch weitere Güter und Rechte in Sulzfeld.[2]
- Conrad von Sulzfeld hatte seinen Sitz wohl in einem Herrenhaus an der Stelle des heutigen Gölerschen Rentamts in Sulzfeld. Seine Familienlinie der Herren von Sulzfeld starb mit dem 1263 als Ratsherr in Bretten bezeugten Berthold von Sulzfeld aus.[1]
- Heinrich von Sulzfeld geriet wohl durch Heirat in den Besitz des Ortes Helmstadt und benannte sich nach diesem. Er blieb vermutlich kinderlos, da sich in der frühen Helmstatt-Stammfolge keine weiteren Personen mit Namen Heinrich finden.[1]
- Dieter von Sulzfeld hatte einen gleichnamigen Sohn Dieter, der als Dieter von Helmstatt zum Stammvater der Herren von Helmstatt wurde. Der Besitz fiel ihm entweder durch Hochzeit oder aus dem Erbe seines Onkels Heinrich zu.[2]

Der Beiname Göler (bis ins 15. Jahrhundert meist noch Goler geschrieben) leitet sich wahrscheinlich von einer regionaltypischen Bezeichnung für den männlichen Raben, folglich also vom Wappentier ab. Der Name dürfte sich anfangs persönlich auf Berthold I. bezogen haben, der zwar so genannt wurde, aber noch nicht als Göler gesiegelt hat. Seine Söhne haben den Beinamen dann auch in ihre Siegel übernommen.

## Wappen

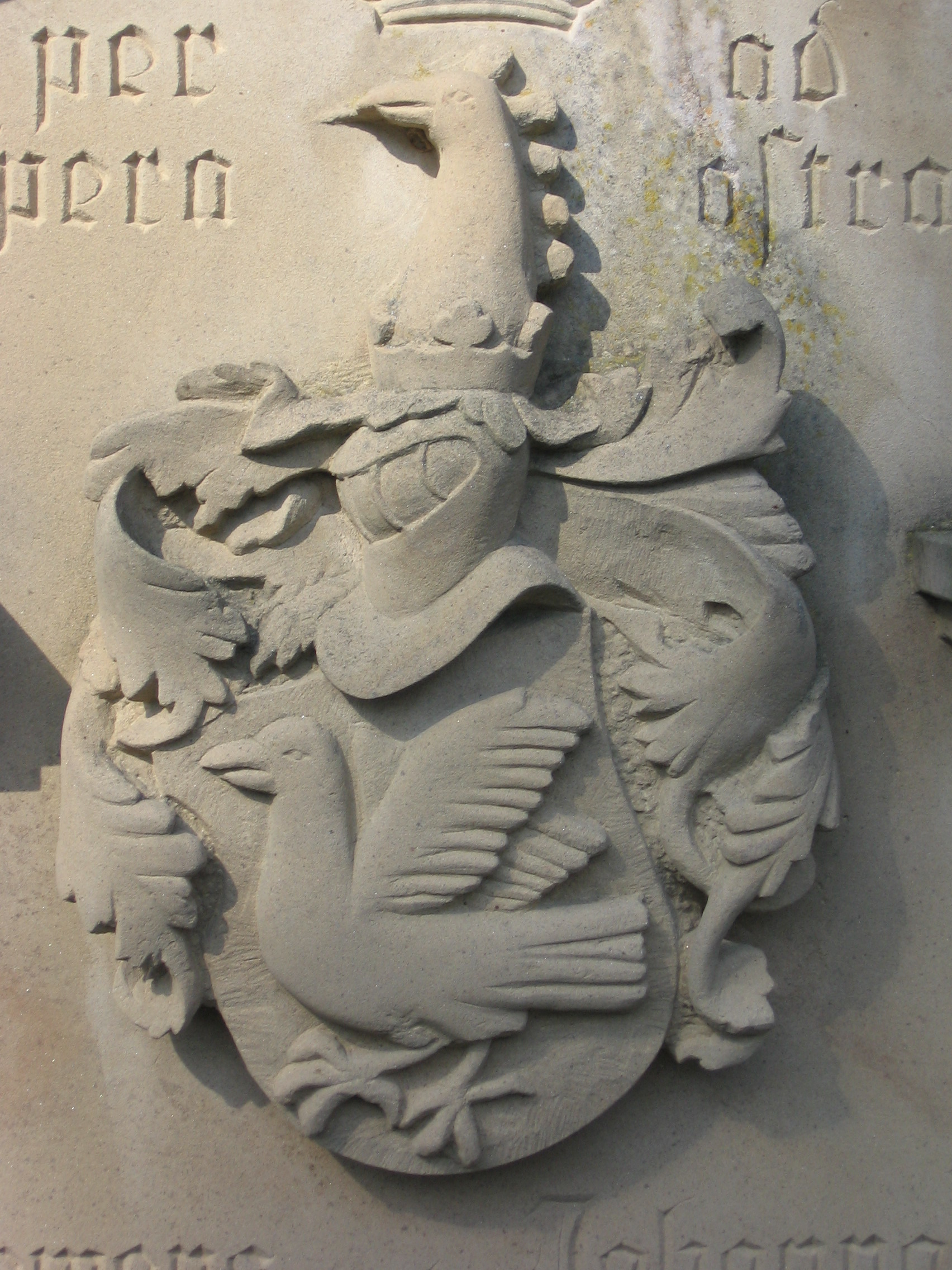
Das Göler'sche Wappen auf einem alten Grabstein in Daisbach.

Alle drei Familien (Göler von Ravensburg, von Mentzingen und von Helmstatt) führen als Wappen einen schwarzen Raben auf silbernem Feld. Nur durch die Helmzier unterscheiden sich die drei Wappen:
- Göler von Ravensburg: auf schwarz-silbernen Decken ein Rabenhals mit einem goldenen Kamm, der mit fünf Granatblüten besteckt ist.
- von Mentzingen: auf schwarz-silbernen Decken ein silberner Schwan mit goldenem Schnabel und erhobenen goldenen Flügeln, deren schwarze Schwungfedern mit silbernen Lindenblättern bestreut sind.
- von Helmstatt zu Neckarbischofsheim: auf schwarz-silbernen Decken zwei Büffelhörner, das rechte silbern, das linke schwarz. Dagegen zeigte der ältere, 1694 erloschene Zweig zu Helmstadt, die identische Helmzier wie die Göler von Ravensburg.

Raben und Krähen sind regionaltypische Vögel des Kraichgaus. Johann Bernhard Göler I. (1608–1652) hat in seiner Familienchronik das Wappen auf einen Ritter Raban Göler im Kreichgau um 930 zurückgeführt, der zu Ehren König Heinrichs I., des Vogelstellers, einen Vogel als Wappentier gewählt haben soll. Diese tradierte Herleitung ist jedoch lediglich eine dem Zeitgeschmack des 17. Jahrhunderts geschuldete Legende.

Wappen
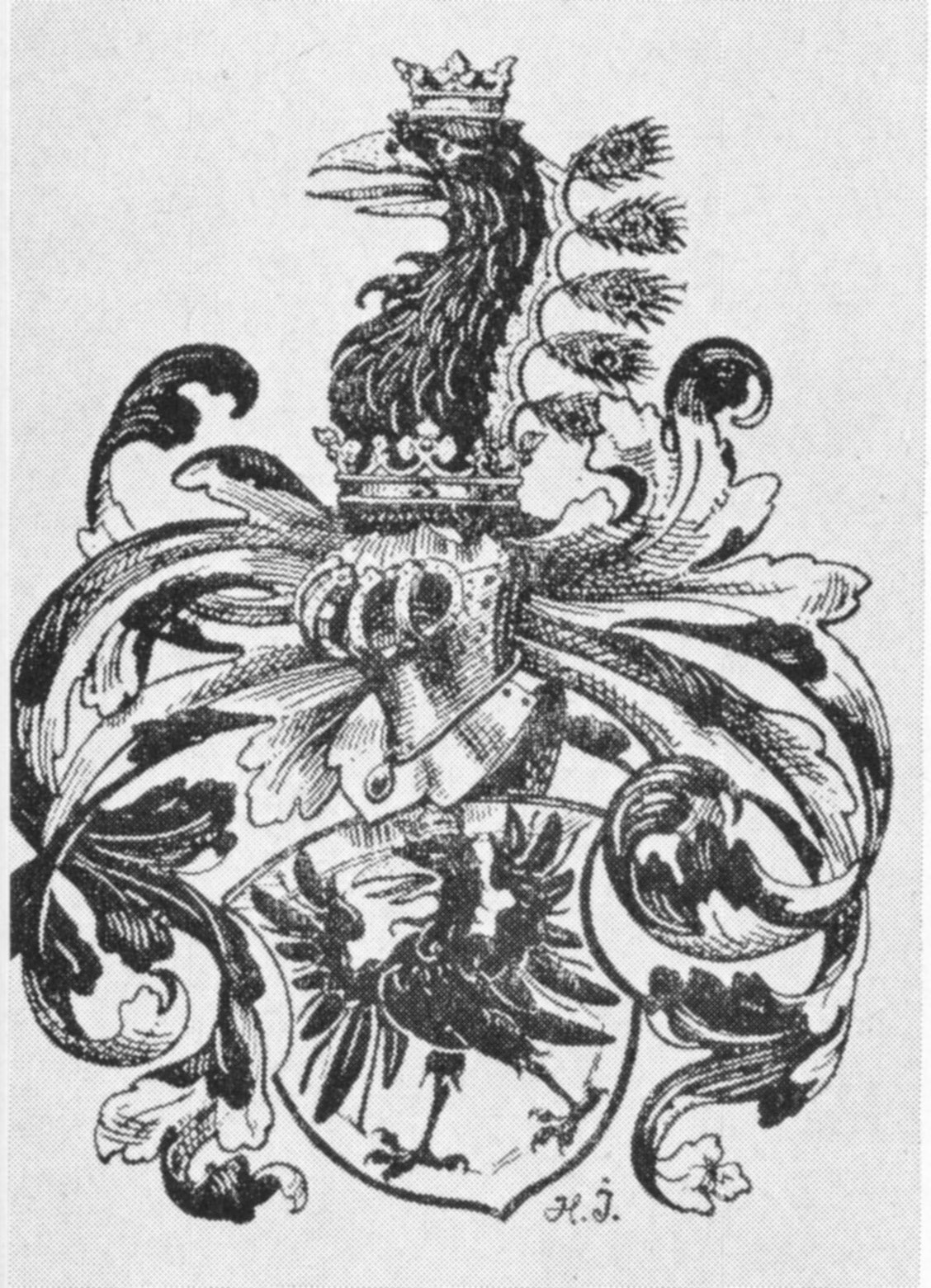
Göler von Ravensburg
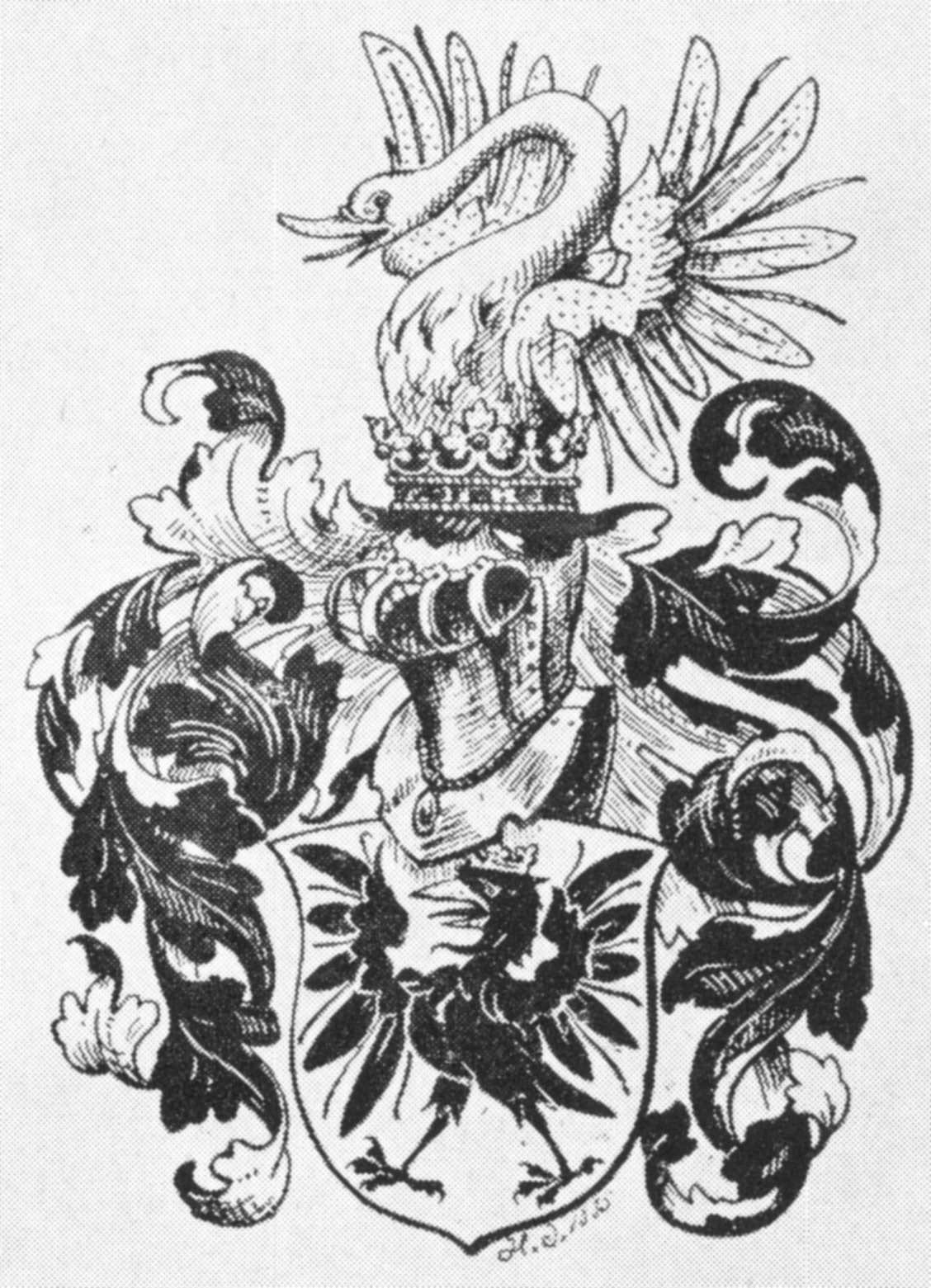
von Mentzingen
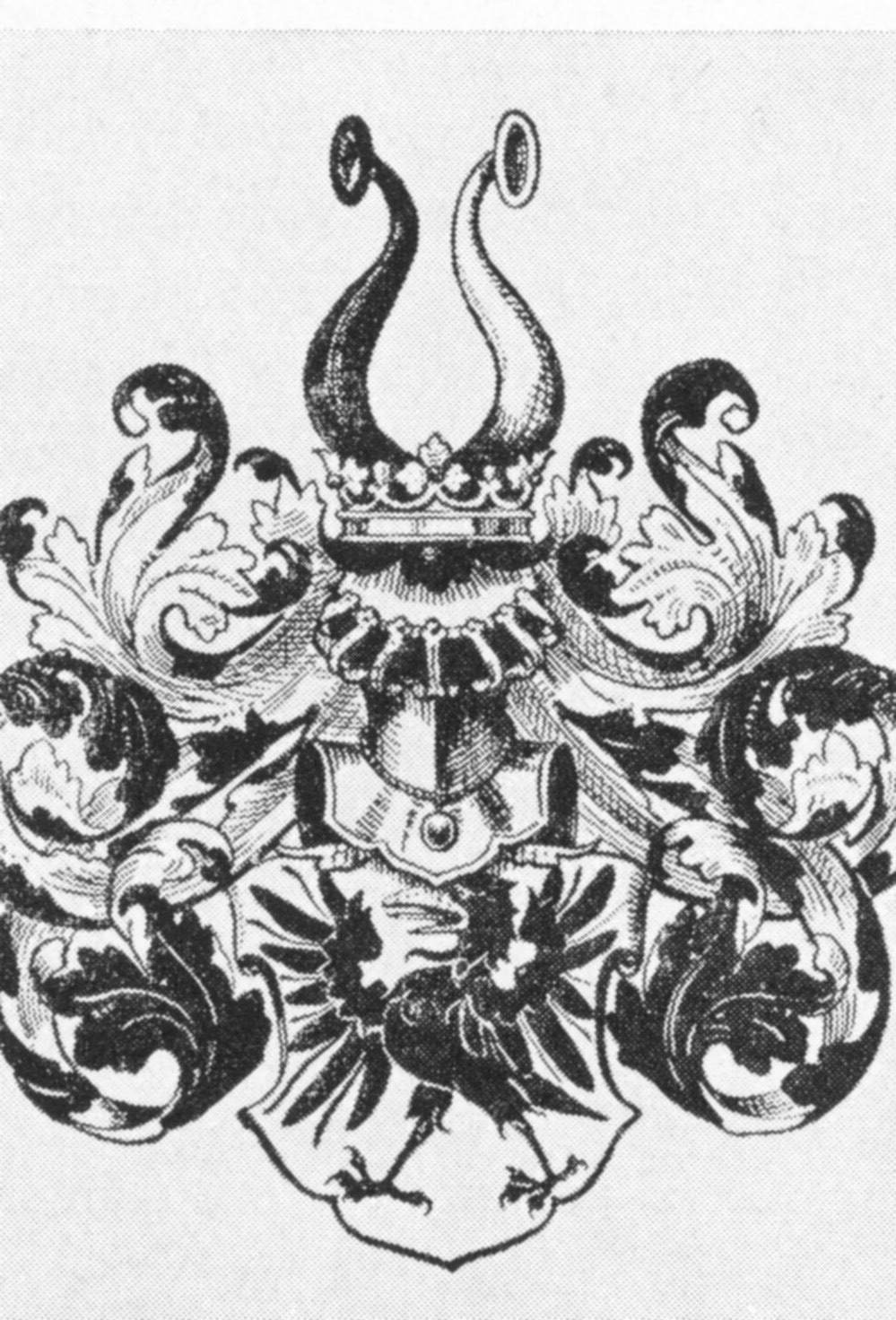
von Helmstatt zu Neckarbischofsheim

## Geschichte
Stammvater des Geschlechts ist Berthold I. Göler von Ravensburg, der um 1250 mehrfach erwähnt wird. Sein Sohn Raban I., erwähnt um 1280, war Landvogt in Schwaben. Mit dessen Söhnen Raban II. († 1320) und Berthold II. († 1335?) teilte sich das Geschlecht in den 1451 erloschenen Raban-Stamm und den heute noch blühenden Berthold-Stamm. Letzterer war im frühen 15. Jahrhundert auch kurzzeitig vom Aussterben bedroht, nachdem Albrecht Göler von Ravensburg 1411 in der Schlacht am Donnersberg gefallen war und seine Söhne Albrecht IV. und Hans 1431 in Lothringen fielen. Da der dritte Sohn Martin Domherr zu Speyer war, erhielt dieser als letzter männlicher Spross des Geschlechts 1433 durch Papst Eugen IV. unter ansehnlichen Kosten Befreiung vom geistlichen Amt und führte den Berthold-Stamm fort. Der Stamm teilte sich 1694 in die Äste Friedrich und Ferdinand, die sich im 18. Jahrhundert nochmals verzweigten. Der Ferdinand'sche Ast besaß 1717 drei Viertel aller Göler'schen Lehensgüter, 1745 wurden diese Besitzungen in einen Familienfideikommiss übertragen.
Die Göler von Ravensburg hatten Besitz in über 30 Orten, vorwiegend im Kraichgau. Zu den Lehensherren der Göler zählten die Grafen von Katzenelnbogen (und später als deren Nachfolger die Landgrafen von Hessen), die Pfalzgrafen bei Rhein bzw. die Kurpfalz, das Bistum Speyer, die Grafen von Oettingen und in geringem Umfang auch die Markgrafen von Baden.
In einer Urkunde von 1251 wird der Verkauf von Gütern und Rechten in Oberderdingen, darunter auch Weinberge, von Berthold I. Göler von Ravensburg und Liutfried von Helmsheim an das Kloster Herrenalb bezeugt. Über den dadurch seit 1251 nachgewiesenen Besitz von Weinbergen galt die Familie bis zum Verkauf ihres Weinguts 2010 als älteste Weinbau betreibende Familie Badens und wurde zu den ältesten Weinerzeugern der Welt gerechnet.
Die Göler waren ab 1440 Mitglieder der Turniergesellschaft des niederen Esels, 1480 der des oberen Esels. Im 16. Jahrhundert waren die Göler im Ritterkanton Kraichgau innerhalb des Schwäbischen Ritterkreises organisiert.
Innerhalb ihrer ritterschaftlichen Orte hatten die Göler von Ravensburg landesherrliche Befugnisse mit niederer Gerichtsbarkeit, Forstbann und Jagdbann, Religionsbann und Patronatsrecht, Polizeigewalt und Judenregal. Die frühneuzeitliche Ortsherrschaft über längere Zeit besaßen die Göler in Sulzfeld, wo Bernhard Göler I. (1480–1554) und Albrecht Göler VI. (um 1480–1542) 1529 die Dorfordnung aufstellten, in Daisbach und in Kieselbronn.

Bernhard I. Göler von Ravensburg und Bischof Georg von Speyer verhandeln mit aufständischen Bauern in Herrenalb 1525

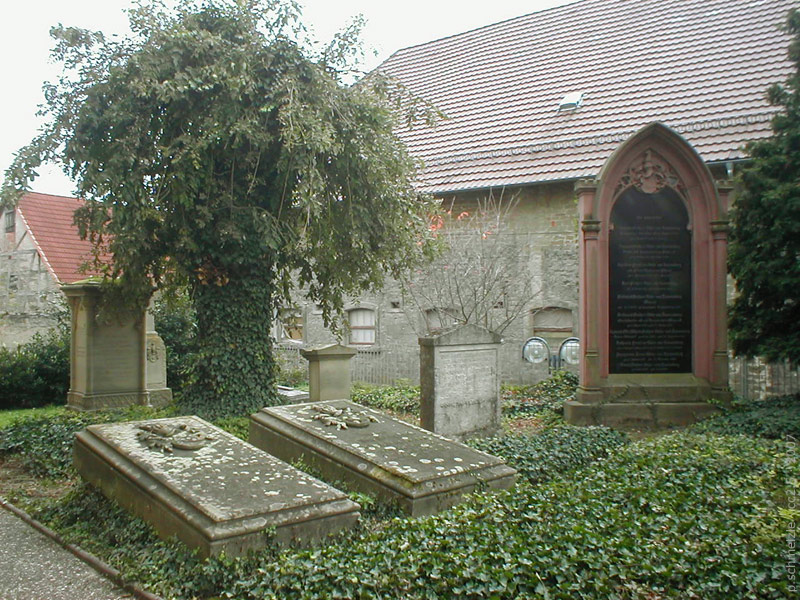
Grablege der Göler von Ravensburg in Sulzfeld

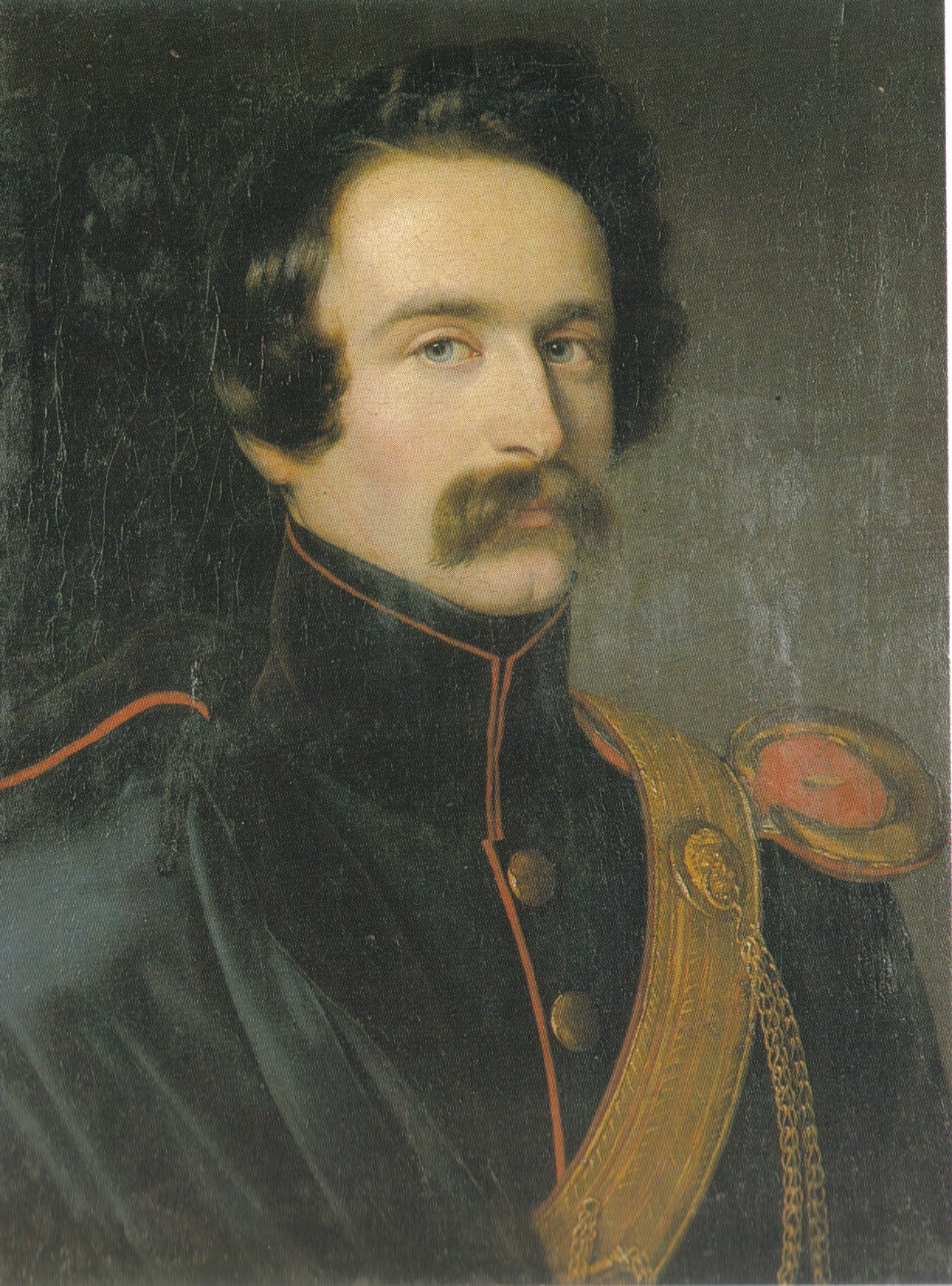
Porträt des Julius Göler von Ravensburg (1814–1843). Er erlag seiner Verwundung zwei Tage nach dem im Zusammenhang mit der Göler-Haber-Affäre ausgetragenen Duell.

1522 führte Bernhard I. Göler von Ravensburg in Sulzfeld die Reformation ein. Damit war der Ort eine der ersten Gemeinden, die zum lutherischen Glauben übertrat. Während des Bauernkriegs nahm Bernhard Göler von Ravensburg am 29. April 1525 als Berater des Bischofs Georg von Speyer an Verhandlungen mit aufständischen Bauern in Herrenalb teil. Dank seines als ausgleichend beschriebenen Charakters erreichte er einen Kompromiss, der die Bauern veranlasste, wieder nach Hause zu gehen.
Nach dem Übergang der reichsritterschaftlichen Gebiete des Kraichgaus an Baden zu Beginn des 19. Jahrhunderts verloren die Göler wie auch viele andere Adelsfamilien ihre Reichsunmittelbarkeit und ihre obrigkeitlichen Rechte, behielten als Grundherren aber weiterhin Besitz und Rechte. Sechs Angehörige der Familie zogen nach 1830 als Abgeordnete in die I. Kammer der Badischen Ständeversammlung ein. Karl Friedrich Benjamin Göler von Ravensburg (1801–1868) war beinahe 30 Jahre Kammermitglied und zeitweise Vizepräsident der Kammer. Auch sonst gab es nach 1806 enge Bindungen der Göler zum Großherzogtum Baden. Sofern Angehörige der Familie eine höhere Militärlaufbahn eingeschlagen hatten, dienten sie fast ausschließlich dem Großherzogtum. Erst nach der Reichsgründung 1871 und dem Übergang des badischen Militärs zu Preußen sind Göler-Militärpersonen auch verstärkt außerhalb Badens zu finden.
Für den Besitzumfang der Familie bedeutsam war die Heirat von Karl Göler aus dem Ferdinand'schen Ast der Göler mit Karoline Freiin von Zyllnhardt 1826. Diese war 1828 Erbin des Besitzes ihres Vaters, des großherzoglich badischen Staatsrats Karl von Zyllnhardt. Dadurch kamen die vormals Zyllnhardt'schen Güter in Bammental, Gauangelloch, Ochsenbach, Mauer und Schatthausen in den Besitz der Göler.
1843 geriet die Familie Göler von Ravensburg im Zuge der sogenannten Göler-Haber-Affäre, die auch als Haber-Skandal bezeichnet wird in das Blickfeld der Medien. Der Hintergrund war, dass dem ältesten Sohn des geadelten jüdischen Bankiers Salomon von Haber (1764–1839) aus Karlsruhe, Moritz von Haber (1798–1872), die Teilnahme an einem Ball in Baden-Baden verwehrt wurde, da er einer fünf Jahre zuvor erfolgten angeblichen Beleidigung durch Julius Göler von Ravensburg nicht entgegentrat. Der Eklat ließ sich nicht ausräumen, und es kam zu einem erzwungenen Pistolenduell zwischen Julius von Göler und Habers Sekundanten von Werefkin. Hierbei wurde Julius von Göler tödlich getroffen. Sterbend und halb aufrecht gehalten von seinen Sekundanten, gelang es Julius von Göler, nach drei Fehlzündungen auch von Werefkin zu erschießen.
1989 übergab Dieter Göler von Ravensburg das Familienarchiv mit Urkunden und Akten aus der Zeit von 1367 bis 1960 (insgesamt ca. 28 lfd.m.), das sich bisher im Rentamt zu Sulzfeld befand, an das Generallandesarchiv Karlsruhe.
2010 verkaufte die Familie ihr traditionsreiches Weingut Burg Ravensburg samt Göler’schem Rentamt in Sulzfeld an Heinz Heiler, den Eigentümer der Weingut Heitlinger GmbH. Die Burg selbst ist weiterhin im Familienbesitz.

## Ehemalige und aktuelle Besitzungen
| Bild | Ort                    | Anmerkungen zur Geschichte | Erwerb | Verlust |
| ---- | ---------------------- | --- | ------ | ------- |
|      | Adelshofen             | Besitz der Göler ab etwa 1337 bezeugt. Johann I. Göler von Ravensburg wurde 1354 von Markgraf Rudolf von Baden mit Adelshofen und anderen Gütern belehnt. Raban Göler IV. veräußerte den Besitz 1429 an Reinhard von Sickingen. | 1337   | 1429    |
|      | Bammental              | Karl Göler kam durch Heirat mit Karoline Freiin von Zyllnhardt 1826 in den Besitz verschiedener Güter. Der Bammentaler Allodwald ist bis heute im Besitz der Familie. | 1826   |         |
|      | Cleebronn              | Die Göler hatten Anteile an Zehnt und Gülten. |        |         |
|      | Daisbach               | Die Göler durch Heirat mit einer Rammung-Erbtochter ab 1497 Ortsherren. Bernhard Göler I. führte die Reformation im Ort ein. Das Lehen über Daisbach wurde mehrfach von verschiedenen Kaisern bestätigt. Die Schlossruine in Daisbach mit Hofgut und Wäldereien befand sich bis 1983 im Besitz der Familie. | 1497   | 1983    |
|      | Daudenzell             | Der Besitz der Göler lag wie in Daisbach ebenfalls in der Heirat Göler-Rammung von 1474 und dem Erbgang von 1497 begründet, wie in Daisbach führte auch dort Bernhard Göler I. die Reformation ein. Über die Heirat einer Göler-Tochter mit Wolf Friedrich von Gemmingen kam der Ort 1670 an die Freiherren von Gemmingen. | 1497   | 1670    |
|      | Derdingen              | Die Göler hatten dort nur bis zum 13. Jahrhundert geringen Besitz. |        |         |
|      | Dühren                 | Die Göler besaßen im 18. Jahrhundert den Weinzehnten. |        |         |
|      | Eberdingen             | Die Göler hatten vor 1372 Anteile am herrschaftlichen Gut. |        | 1372    |
|      | Elsenz                 | Die Göler hatten im frühen 15. Jahrhundert Besitz. |        |         |
|      | Eppingen               | Die Göler werden im Zusammenhang mit einem Streit über die Eppinger Hardt 1329 erwähnt, später besaßen sie Anteile am Zehnten und am Patronatsrecht. |        |         |
|      | Flehingen              | Die Göler besaßen 1718 das Freigut, später wurde aller Besitz in Flehingen verkauft. |        |         |
|      | Friedrichsberg         | Christiane v. Gaisberg (1736–1807) war mit Carl Wilhelm Albrecht Göler von Ravensburg (1728–1794) verheiratet und brachte Friedrichsberg, heute Buckenberg in Pforzheim, in die Ehe mit. |        |         |
|      | Gauangelloch           | Karl Göler erwarb durch Heirat mit Karoline Freiin von Zyllnhart 1826 Besitz und das Patronatsrecht. Damit verbunden waren auch Besitzanteile im zu Gauangelloch zählenden Ochsenbach. Das Patronatsrecht sowie dortige Güter sind bis heute im Besitz der Familie. | 1826   |         |
|      | Gochsheim              | Die Familie besaß bis 1404 ein Hofgut. |        | 1404    |
|      | Güglingen              | Die Göler hatten im 13. und 14. Jahrhundert Anteile am Zehnten. |        |         |
|      | Heidelberg             | Die Göler besaßen ein Stadthaus, das im Pfälzischen Erbfolgekrieg 1693 zerstört wurde. |        |         |
|      | Hohenstein             | Die Göler hatten den Ort im 14. Jahrhundert zu Lehen. |        |         |
|      | Kieselbronn            | Die Göler hatten seit 1518 Besitz. Sie hatten dort die Ortsherrschaft, verbunden u. a. mit Schul- und Pfarrpatronat. Die Familie hat dort zwar schon seit längerem keinen Grundbesitz mehr, behielt jedoch das Patronatsrecht. | 1518   |         |
|      | Lehrensteinsfeld       | Die Familie kam 1822 durch Erbfall in den Besitz des vormals Gemmingen’schen Rittergutes um Schloss Lehrensteinsfeld, das die Brüder Ferdinand Göler (1798–1873) und Karl Göler (1801–1868) 1856 an Fritz Karl Ludwig von Hohenlohe-Bartenstein verkauften. | 1822   | 1856    |
|      | Maisbach               | Die Familie ist seit dem frühen 19. Jahrhundert im Besitz von verschiedenen Streugütern. |        |         |
|      | Mauer                  | Karl Göler wurde durch seine Heirat mit Karoline Freiin von Zyllnhardt 1828 Grund- und Patronatsherr. Die Familie besitzt dort bis heute Waldgüter und landwirtschaftliche Flächen. | 1828   |         |
|      | Mühlbach               | An dem Nachbarort des Stammsitzes Sulzfeld, hatten die Göler im 14. und 15. Jahrhundert Besitz. |        |         |
|      | Pforzheim              | Engelhard I. Göler von Ravensburg erhielt 1625 als Stadthaus die ehemalige Hofschmiede am Schlossberg 12 als Geschenk des Markgrafen Friedrich V. Das Haus wurde im Pfälzischen Erbfolgekrieg zerstört und anschließend wieder aufgebaut. Die Familie hat das Haus zwar um 1717 verkauft, später aber wieder erworben. Auch das Nachbargebäude am Schlossberg 11 war zeitweise in Gölerschem Besitz, an seiner Stelle wurde später ein Gebäude des Kraichgauer Adeligen Damenstifts errichtet. | 1625   |         |
|      | Rohrbach am Gießhübel  | Die Göler besaßen 1252 zwei Höfe. |        |         |
|      | Schatthausen           | Die Familie kam abermals über die Heirat Karl Gölers mit Karoline von Zyllnhardt 1826 in den Besitz von Schloss, Grundherrschaft und Patronatsrecht. Das Wasserschloss Schatthausen und das Patronatsrecht sind bis heute im Besitz der Familie. | 1826   |         |
|      | Stebbach               | Die Göler waren 1369 Mitbesitzer der Burg Streichenberg, die später an die stammverwandten Herren von Mentzingen kam. |        |         |
|      | Amalienhof in Sulzfeld | Am Stammsitz der Göler befindet sich die Ravensburg (Sulzfeld), die im 19. Jahrhundert zur Ruine zerfiel, jedoch in den 1950er Jahren in Teilen wieder ausgebaut und als Gaststätte eingerichtet wurde. Das zugehörige Weingut wurde 2010 von der Göler'schen Erbengemeinschaft verkauft. Ferner befinden sich als herrschaftliche Anwesen hier noch das Rentamt sowie der Amalienhof. Das Rentamt wird auch Mittleres Schloss oder Pforzheimer Schloss genannt. Die Bezeichnung „Pforzheimer Schloss“ geht auf Engelhard Göler von Ravensburg zurück, der in Pforzheim im Dienst des Markgrafen von Baden stand. Das Rentamt wurde während der Badischen Revolution 1848/49 von Aufständischen verwüstet, wobei viele Akten und Urkunden zur Geschichte der Familie und der Ravensburg zerstört wurden. 2010 wurde es verkauft. Der Amalienhof wurde im 17. Jahrhundert als dritter Herrensitz in Sulzfeld erbaut und erhielt seinen Namen im 19. Jahrhundert nach Amalia von Göler (geb. von Reck). Er befand sich ebenfalls bis zum Jahr 2000 im Besitz der Familie. Die Göler übten in Sulzfeld auch das Patronat über die dortige evangelische Kirche aus, wo sich auch ihre Grablege mit zahlreichen historischen Grabmalen befindet. Von den mehreren herrschaftlichen Wohnbauten auf der Ravensburg existieren heute nur noch Reste des Palais, das Hans Friedrich von Göler 1607 errichten ließ. Wappentafeln und Portalumrahmungen der abgebrochenen Häuser sind jedoch noch vorhanden. |        |         |
|      | Zaisenhausen           | Die Göler hatten im 14. Jahrhundert die Vogtrechte inne. 1540 wurde der württembergische Ort an die Göler verpfändet, die dort die Reformation einführten. Auch nach dem Rückfall des Pfands an Württemberg 1551 hatten die Göler noch Besitz am Ort. |        |         |
|      | Zwingenberg            | Die Göler erhoben nach dem Aussterben der Herren von Hirschhorn 1632 Ansprüche auf den Ort. Durch den Dreißigjährigen Krieg und nachfolgende politische Ereignisse verzögert, kamen 1746 die Erben von Engelhard Göler I. kurzzeitig in den Besitz von Zwingenberg, bevor der Ort 1751 an Baden kam. | 1746   | 1751    |

Weiteren Besitz hatten die Göler in Brackenheim, Dürrenzimmern, Leonbronn, Nordheim, Schwaigern, Stockheim, Frankenbach, Böllingen und Braunsbach.

## Familienchroniken und genealogische Werke

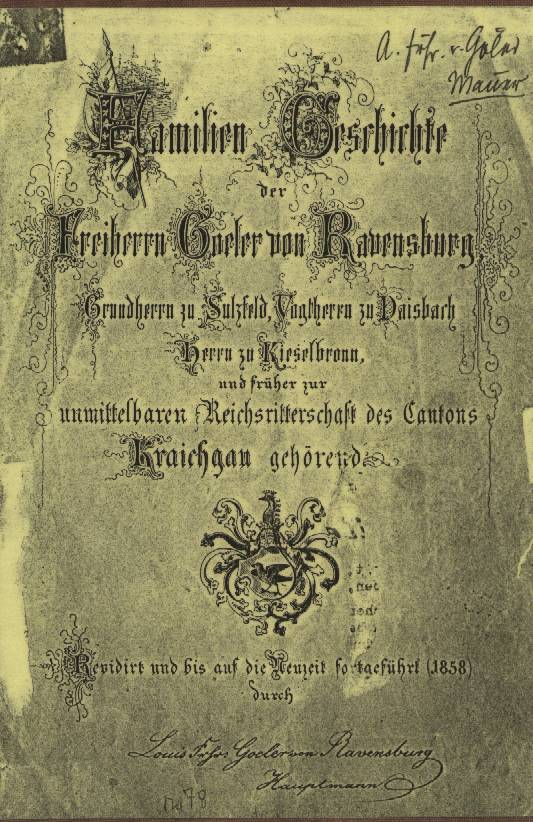
Chronik von 1858

Die älteste bekannte Darstellung der Göler'schen Familiengeschichte entstand gegen Ende des 16. Jahrhunderts. Sie wurde von Hans III. Göler von Ravensburg verfasst und trägt den Titel: Genealogia Nobilium de Goeler von und uff Ravenspurg. Weitergeführt wurde diese Chronik von Johann Bernhard Göler von Ravensburg im Jahr 1631. 1858 verfasste Hauptmann Louis Göler von Ravensburg eine bis in dieses Jahr fortgeführte Familiengeschichte, die 1958 durch Albrecht Göler von Ravensburg fortgesetzt wurde. Der Heimatverein Kraichgau veröffentlichte 1979 Die Göler von Ravensburg – Entstehung und Entwicklung eines Geschlechts der Kraichgauer Ritterschaft. Verfasser waren Dieter und Ravan Göler von Ravensburg. Letzterer vollendete 1997 die Genealogie der Göler von Ravensburg: Ein zweibändiges Werk, das den Umfang der bisherigen Chronik weit übertrifft. 2002 erschien eine 2., überarbeitete und erweiterte Auflage.
Die Stammfolge der Göler von Ravensburg wurde darüber hinaus in den folgenden Werken veröffentlicht:
- Gabriel Bucelinus: Germania topo-, chrono-, stemmatographica. 1655–1662
- Johann Gottfried Biedermann: Geschlechtsregister der Ritterschaft im Voigtlande…. Kulmbach 1752
- Friedrich Cast: Adelsbuch des Großherzogthums Baden. Stuttgart 1845
- Gothaisches Genealogisches Taschenbuch (Gotha) 1855–1942
- Edmund von der Becke-Klüchtzner: Stamm-Tafeln des Adels des Großherzogthums Baden. Baden-Baden 1886
- Walther Möller: Stammtafeln westdeutscher Adelsgeschlechter im Mittelalter. 1932–1936

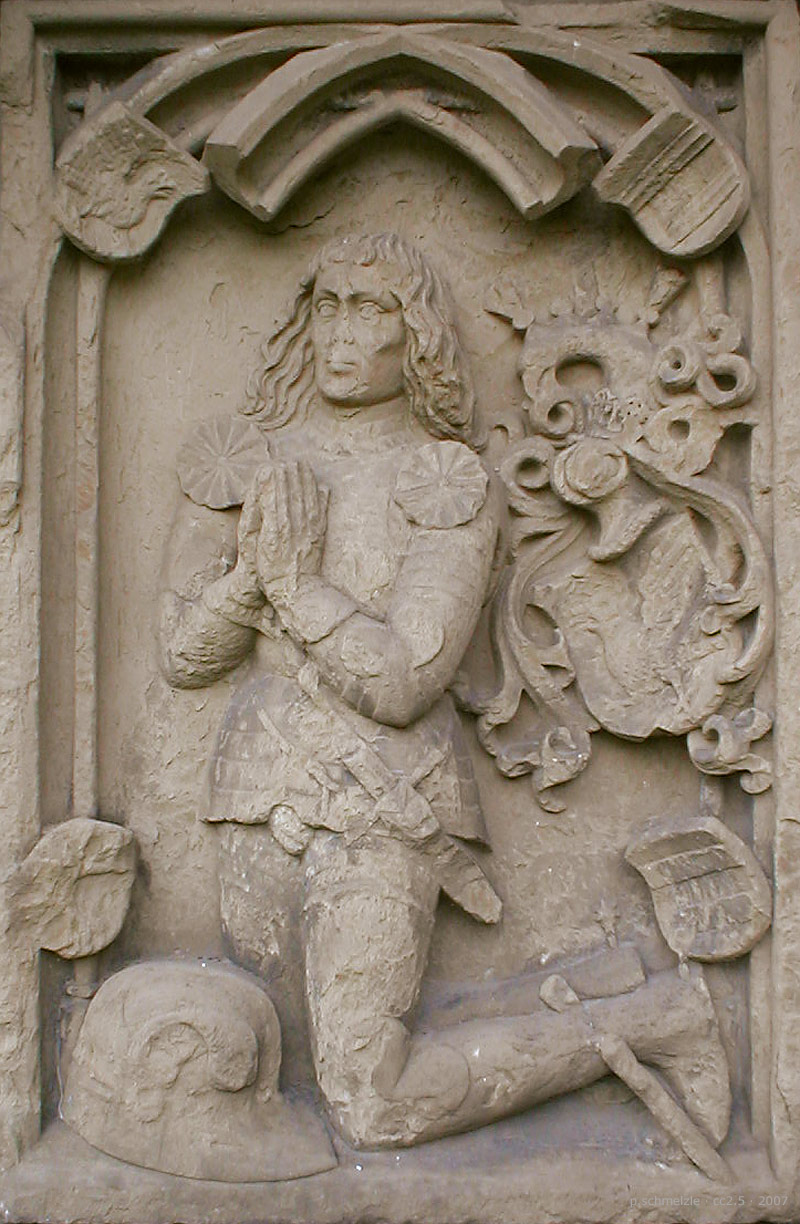
Albrecht V. Göler von Ravensburg († 1503)

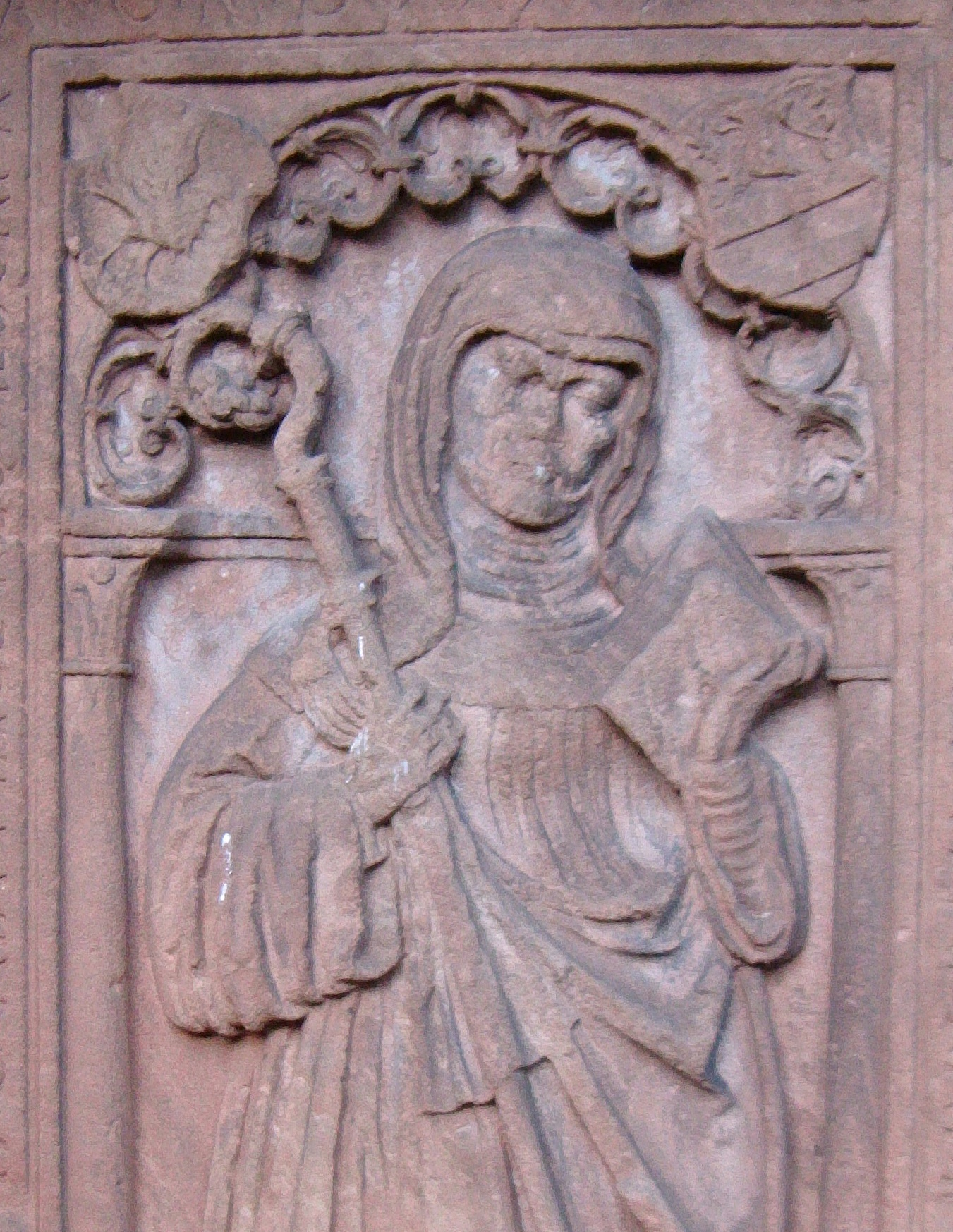
Barbara Göler von Ravensburg, Äbtissin († 1535)

## Bekannte Vertreter
- Georg I. Göler von Ravensburg (1440–1502), Vogt in Bretten
- Albrecht V. Göler von Ravensburg (1444–1503), Vogt in Kreuznach
- David Göler von Ravensburg (1463–1539), Domherr, Archidiakon und Stiftspropst im Fürstbistum Speyer
- Barbara Göler von Ravensburg (~ 1470–1535), Äbtissin im Kloster Rosenthal (Pfalz)
- Bernhard I. Göler von Ravensburg (1480–1554)
- Carl Göler von Ravensburg (1827–1889)
- Hans Friedrich Göler von Ravensburg (1565–1626), Erbauer des Großen Kellers und des Pallas der Ravensburg
- Johann Friedrich II. Göler von Ravensburg (1701–1765)
- Ludwig Friedrich Göler von Ravensburg (1707–1757), Oberamtmann in Simmern
- Freiherr Franz Wilhelm August Göler von Ravensburg (1809–1862), Großherzoglich badischer Generalmajor und Militärschriftsteller
- Freiherr August Göler von Ravensburg (1824–1886), Stadtdirektor und Kreishauptmann von Baden-Baden.
- Freiherr Ernst Göler von Ravensburg (1837–1912), Grundherr und Mitglied des Deutschen Reichstags
- Freiherr Friedrich Göler von Ravensburg (1854–1896), Dr. phil., Professor der Kunstgeschichte. Kunsthistoriker und Rubensforscher.
- Freiherr Sigmund Göler von Ravensburg (1834–1906), Königlich preußischer Major und Flügeladjutant des Großherzogs Friedrich I. von Baden.
- Freifrau Emily Göler von Ravensburg war eine Schwester von Gustav Krupp von Bohlen und Halbach.
- Freiherr Friedrich Karl Goeler von Ravensburg (1900–1944), Metallphysiker
- Inge Freiin Göler von Ravensburg (* 1942), Stiftsdame des Kraichgauer Adeligen Damenstifts.

Eine Vielzahl weiterer Familienmitglieder sind im Artikel Ravensburg (Sulzfeld) dargestellt.

Galerie
Friedrich Göler von Ravensburg (1610–1665)
Maria Regina Göler von Ravensburg, geb. Böcklin von Böcklinsau. Gemahlin von Friedrich 1661
Wilhelm Friedrich Göler von Ravensburg (1717–1773) Kurpfälzischer Oberstleutnant sowie Schloss- und Stadthauptmann zu Heidelberg
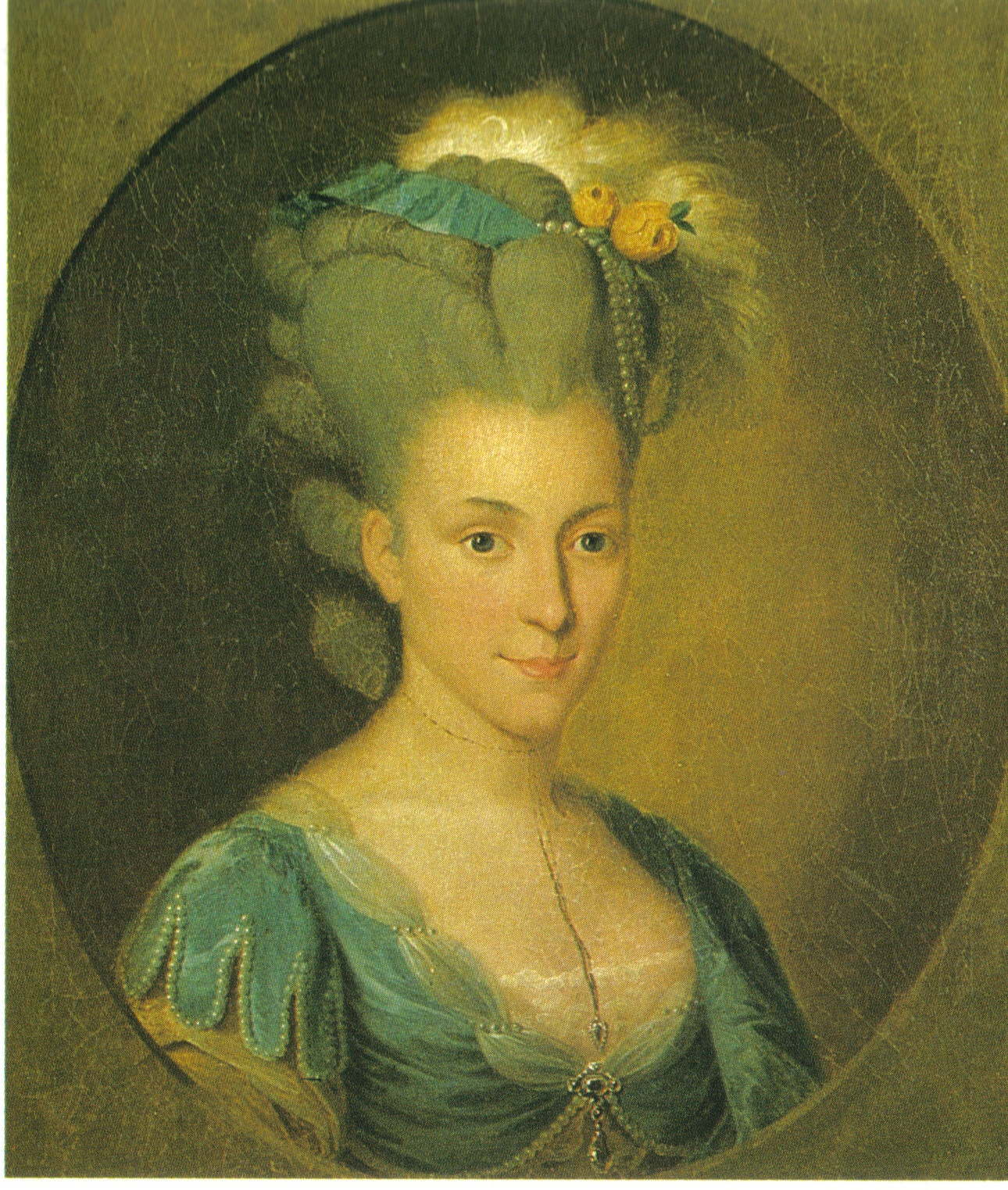
Anna Christina Sydonia Göler von Ravensburg, geb. von Pardon, Gemahlin von Wilhelm Friedrich
Karl Wilhelm Albrecht Göler von Ravensburg (1728–1794) mit Gemahlin Christina Frederike, geb. von Gaisberg-Schöckingen, und Kindern
Ludwig Frhr. Göler von Ravensburg (1787–1849) badischer Oberst und Bezirkskommandant der Landwehr in Heidelberg
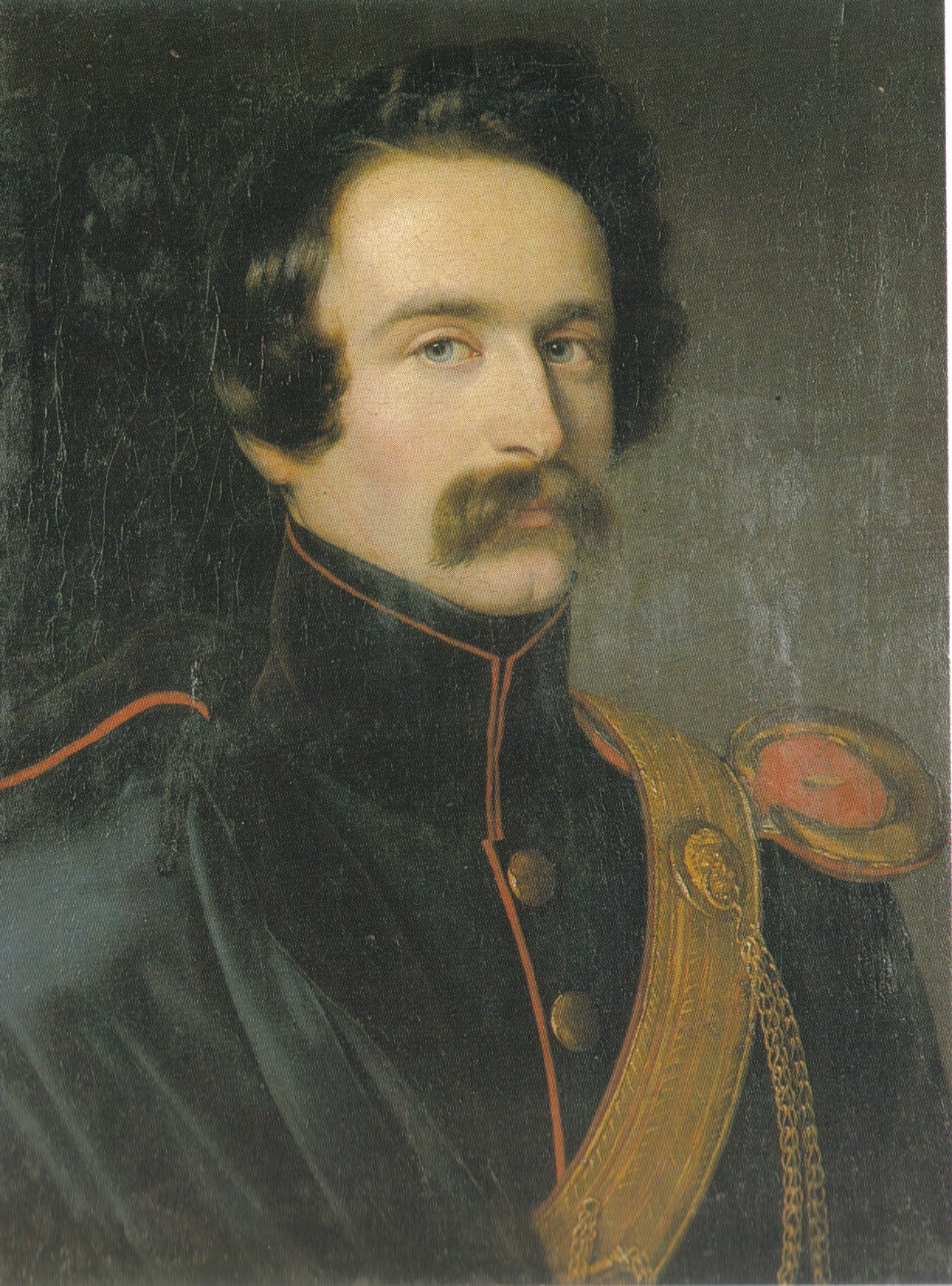
Julius Frhr. Göler von Ravensburg (1814–1843) bei Duell tödlich verwundet
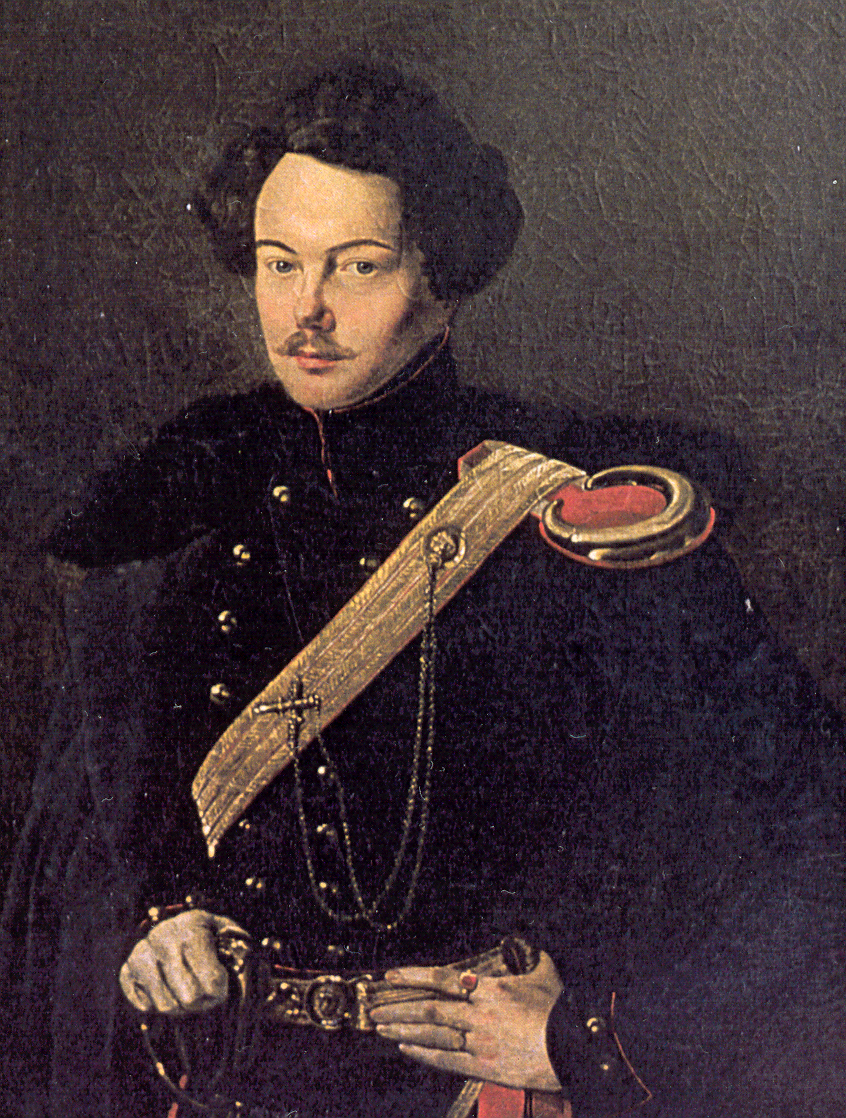
August Frhr. Göler von Ravensburg (1809–1862) badischer Generalmajor
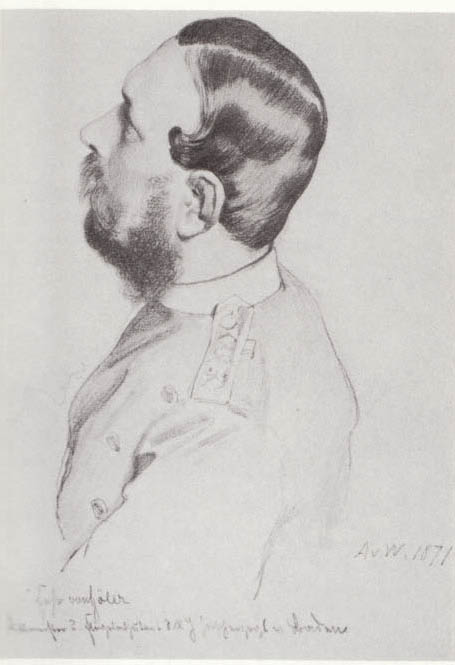
Sigmund Frhr. Göler von Ravensburg (1834–1906), Major und Flügeladjutant des Großherzogs Friedrich I. von Baden
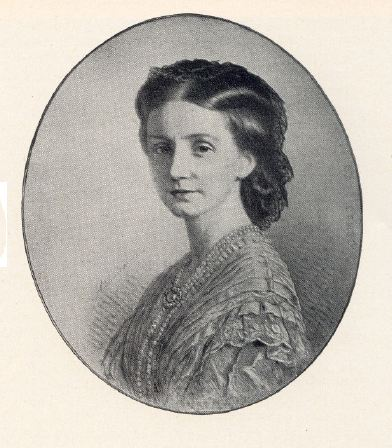
Gräfin Amélie von Reichenbach-Lessonitz, geb. Freiin Göler von Ravensburg (1838–1912)
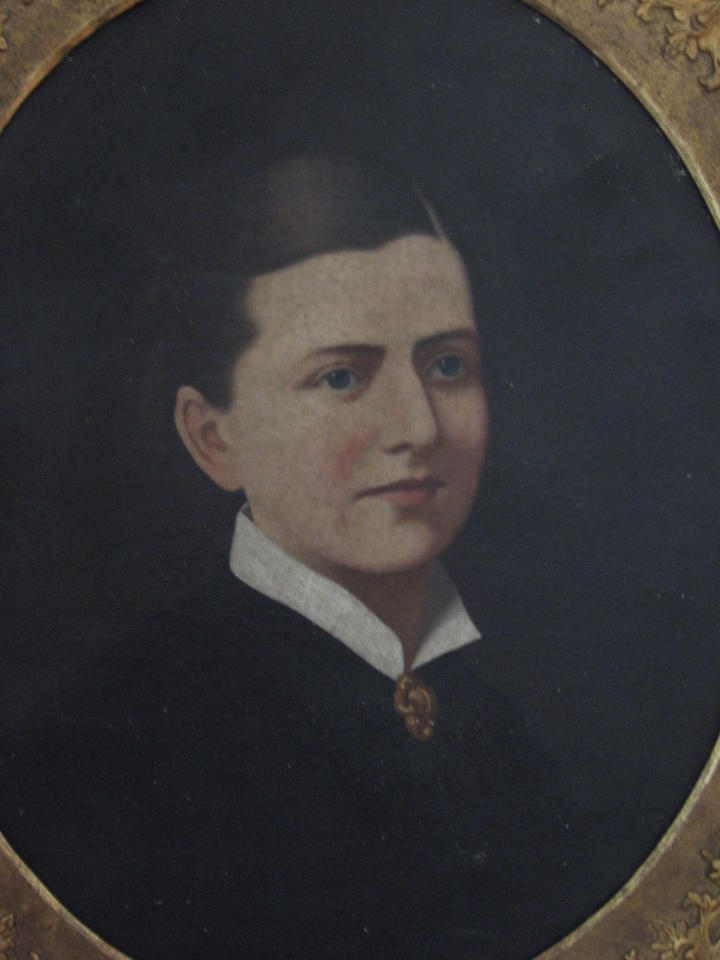
Julie Freiin Göler von Ravensburg (1842–1927) Hofdame der Prinzessin Katharina von Württemberg